# Chauvirey-le-Châtel
Chauvirey-le-Châtel – miejscowość i gmina we Francji, w regionie Burgundia-Franche-Comté, w departamencie Górna Saona.
Według danych na rok 2007 gminę zamieszkiwały 124 osoby. Wśród 1786 gmin Franche-Comté Chauvirey-le-Châtel plasuje się na 356. miejscu pod względem powierzchni.

## Zabytki
W Chauvirey-le-Châtel znajdują się:
- Ruiny zamku Château-Dessus
- Zamek Château-Dessous
- Zabytkowy kościół